# Guillermo Kahlo
Carl Wilhelm Kahlo – Guillermo Kahlo (Pforzheim, Badeni Nagyhercegség, Németország, 1871. október 26. – Coyoacán, Mexikó, 1941. április 14.) német származású mexikói fotóművész, Frida Kahlo festőművész apja.

## Élete
Jakob Heinrich Kahlo ékszerész és Kaufmann Henriette fia. Lánya, Frida Kahlo ültette el azt a hitet, hogy apja magyar-zsidó származású,  később azonban Gaby Franger és Rainer Huhle Fridas Vater című kötete a család protestáns német származását igazolta.
Guillermo Nürnbergben kezdte el egyetemi tanulmányait, 1891-ben vándorolt ki Mexikóba apja ösztökélésére, ahol előbb egy üvegáru-, később egy könyvesbolt, majd egy ékszerüzlet eladója lett. A María Cárdenával kötött első házasságából két lánya született, Maria Luise és Margarita. Felesége a második kislányuk születésekor meghalt, így huszonhét évesen Kahlo újra megnősült. 
Az apai ágon indián, anyai ágon spanyol származású Matilde Calderón y Gonzálezszel kötött házasságából négy lánya született, Matilde, Adriana, Frida és Cristina.  Guillermo Kahlo apósától, Antonio Calderóntól tanulta meg a fényképészet mesterségét. Kezdetben az El Mundo Ilustrado és a Semanario Ilustrado folyóiratok számára készített építészeti témájú fotókat, majd 1905-től Porfirio Díaz kormányzatának megbízásából négy év alatt bejárta az országot, hogy az állami kézben lévő templomokról leltárt készítsen. Munkájának emlékét őrzi az a Mexikó építészeti örökségéről készített 4500 fotó, amit máig nagy becsben őriznek a különböző mexikói közgyűjtemények.